# Dick Foreman
Richard «Dick» Foreman (Chippenham, Wiltshire, 1952) es un guionista de cómics y escritor inglés, conocido principalmente por su labor para la serie de la editorial DC Comics Orquídea Negra, a mediados de los años noventa.

## Biografía
Nacido en el pequeño municipio de Chippenham, tras licenciarse en literatura inglesa por la Universidad de Essex en 1973, Richard Foreman emprendió varias ocupaciones artísticas, incluyendo artes comunitarias y arte dramático. En los años 1970, fue coeditor del Back Street Bugle, un periódico alternativo en Oxford. Fue actor en el Word and Action Theatre Group entre 1981 y 1985 y miembro del Northhampton Arts Development entre 1985 y 1988.
A finales de los años 80, haciéndose llamar Dick Foreman, se convirtió en guionista de cómics profesional, progresando desde colaboraciones puntuales, como la que escribió para la serie Hellblazer, hasta realizar Orquídea Negra, una serie mensual para la editorial estadounidense DC Comics. Esta serie se basó en la concepción del personaje creada por Neil Gaiman y Dave McKean en la miniserie homónima de 1988; la serie de Foreman tuvo 22 números de 1993 a 1995 con una buena aceptación por parte de la crítica.
Tras esta experiencia, Foreman dejó la industria del cómic, centrándose en otras actividades, salvo por la publicación durante los últimos 20 años de tiras periódicas y fotonovelas en Who Cares?, una revista británica para niños bajo su tutela. Desde 2009 ha vuelto a la escritura a tiempo completo. Tras una serie de artículos bien recibidos para la revista Dodgem Logic, publicada por Alan Moore, empezó a trabajar en Wilful Misunderstandings, una antología de historias cortas basadas en la reinterpretación de una palabra, una frase o un dicho; el libro fue publicado por Lepus Books en abril de 2016.
Adicionalmente, ha colaborado con las revistas Roundyhouse y Tears in the Fence y en la actualidad está escribiendo una novela. Publica regularmente sus artículos y poemas en su página web oficial.